# Caours
Caours – miejscowość i gmina we Francji, w regionie Hauts-de-France, w departamencie Somma.
Według danych na rok 2011 gminę zamieszkiwało 607 osób, a gęstość zaludnienia wynosiła 99 osób/km² (wśród 2293 gmin Pikardii Caours plasuje się na 464. miejscu pod względem liczby ludności, natomiast pod względem powierzchni na miejscu 773.).